# Neugablonz (Enns)
 Neugablonz ist eine Ortslage im Unteren Ennstal in Oberösterreich und gehört zur Stadtgemeinde Enns im Bezirk Linz-Land.

## Geographie
Die Ortslage befindet sich südlich vom Ennser Stadtzentrum. Sie liegt am Fuß des Forstbergs direkt an der Enns, auf um die 255 m ü. A. Höhe. Neugablonz umfasst knapp 40 Adressen.
|                      | Lerchental                                  | Ennsdorf (Gem. Ennsdorf, Bez. Amstetten, NÖ)    |
| Towarek-Schulkaserne | Kompassrose, die auf Nachbargemeinden zeigt |                                                 |
|                      | Weyermayrgut Hiesendorf                     | Kötting (Gem. St. Valentin, Bez. Amstetten, NÖ) |

## Geschichte
Nach dem Zweiten Weltkrieg fanden viele der vertriebenen Deutschböhmen im Raum Linz–Enns–Steyr–Kremsmünster eine neue Heimat.
Die Schmuckindustrie (Bijouterie) aus dem nordböhmischen Gablonz (Jablonec nad Nisou) fand in Enns zur neuen Blüte und bot in 56 Betrieben bis zu 1.200 Mitarbeitern und 1.000 Heimarbeitern Arbeit. 1947 wurde die Gablonzer Genossenschaft mbH gegründet, eine Gemeinschaft aller Schmuckproduzenten, um unter der Marke Gablonzer von Enns aus Mode- sowie Silberschmuck in alle Welt zu vertreiben. Seit 1. März 2006 befand sich die Gablonzer Genossenschaft im Schloss Ennsegg.
Nach dem Liquidierungsbeschluss der Genossen in 2008 wurde die Genossenschaft 2011 aus dem Firmenbuch gestrichen.